# Tennesseellum formica
Tennesseellum formica är en spindelart som först beskrevs av James Henry Emerton 1882.  Tennesseellum formica ingår i släktet Tennesseellum och familjen täckvävarspindlar. Inga underarter finns listade i Catalogue of Life.